# Mason Dye
Mason Dye (Shawnee, 15 luglio 1994) è un attore statunitense conosciuto per i suoi ruoli in Teen Wolf, Flowers in the Attic , nella quarta stagione di Stranger Things e per Bruce Kane in Lei è la mia follia (2017).

## Biografia

### Inizi
Mason Dye è nato il 15 luglio 1994 a Shawnee, in Oklahoma. È cresciuto ad Ada col fratello maggiore Preston e la sorella minore Taylor, famosa per far parte del duo country Maddie & Tae.

### Carriera
Dye ha iniziato la sua carriera con un ruoliìo secondario nel film Adventures of Bailey: A Night in Cowtown ed un ruolo ricorrente nella webserie Secret Diary of an American Cheerleader. Nel 2014, ha interpretato il ruolo di Christopher Dollanganger nel film di Lifetime Flowers in the Attic, tratto dal romanzo Fiori senza sole di V. C. Andrews. Ha anche recitato nelle serie televisive Review e Teen Wolf. Nel 2015, ha interpretato il ruolo di Victor nel film di Lifetime My Stepdaughter - Dark Girl. Dye ha recitato come guest star in Major Crimes, Roommates e Finding Carter.
Nel 2016, Dye ha interpretato il ruolo di Tyler Evans nel film drammatico Natural Selection accanto a Katherine McNamara. Nello stesso anno, ha interpretato il ruolo di Josh Jackson nel film Vanished al fianco di Amber Frank e Dylan Sprayberry. Nel 2017, Dye ha interpretato il ruolo del serial killer Bruce Kane ossessionato da Laura Wilcox (Saxon Sharbino) nel film thriller di Lifetime Lei è la mia follia. Ha anche interpretato il ruolo di Tyler Pemhardt nel film horror Truth or Dare, presentato in anteprima sul canale syfy. Nel 2018, ha interpretato Matt nel film di Lifetime L'identità rubata.
Nel 2022, Dye ha interpretato l'atleta Jason Carver nella quarta stagione della serie Netflix Stranger Things.

## Filmografia

### Cinema
- Adventures of Bailey: A Night in Cowtown, regia di Steve Franke (2013)
- My Stepdaughter - Dark Girl (My Stepdaughter), regia di Sofia Shinas (2015)
- Natural Selection, regia di Chad Scheifele (2016)
- Vanished, regia di Larry A. McLean (2016)

### Televisione
- Flowers in the Attic, regia di Deborah Chow – film TV (2014)
- Review – serie TV, 1 episodio (2014)
- Teen Wolf – serie TV, 4 episodi (2014)
- Finding Carter – serie TV, 9 episodi (2015)
- Major Crimes – serie TV, 1 episodio (2016)
- Lei è la mia follia (Stalker's Prey), regia di Colin Theys – film TV (2017)
- Truth or Dare, regia di Nick Simon – film TV (2017)
- L'identità rubata (The Wrong Son), regia di Nick Everhart – film TV (2018)
- Bosch – serie TV, 8 episodi (2019)
- The Goldbergs – serie TV, 1 episodio (2019)
- Stranger Things – serie TV, 9 episodi (2022)

### Webserie
- Secret Diary of an American Cheerleader – webserie, 8 episodi (2013)
- Roommates – webserie, 9 episodi (2016)

## Doppiatori italiani
Nelle versioni in italiano delle opere in cui ha recitato, Mason Dye è stato doppiato da:
- Mirko Cannella in Major Crimes
- Giorgio Longoni in Natural Selection
- Emanuele Ruzza in Bosch
- Manuel Meli in Stranger Things
- Lorenzo De Angelis in Lei è la mia follia